# Octuor

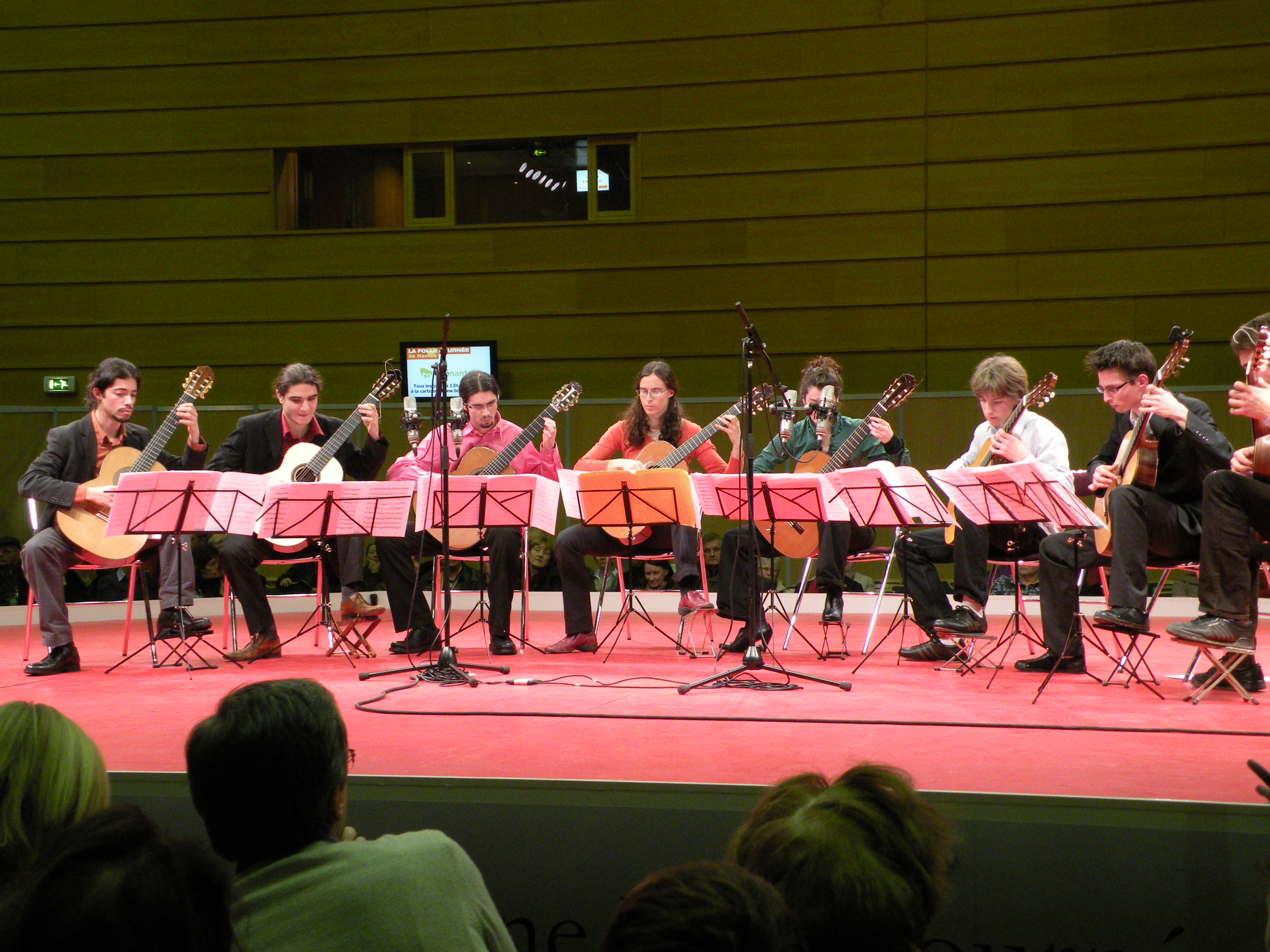
Octuor de guitares.

En musique, un octuor, intermédiaire entre le septuor et le nonette, désigne : 
- un ensemble de huit chanteurs ou instrumentistes,
- une écriture musicale à huit parties solistes, avec ou sans accompagnement,
- une œuvre de musique de chambre pour huit musiciens de genres et de formes très variés.

## Ensemble musical
Un octuor — ou octet, octette, en jazz — est tout d'abord un ensemble musical composé de huit musiciens solistes, ou de huit groupes de musiciens — c'est-à-dire, huit pupitres.

## Genre musical
Un octuor est également un genre musical destiné à ce type de formation. Il désigne alors une pièce musicale à huit parties simultanées, destinée à être interprétée par huit solistes, avec ou sans accompagnement.
- Dans la musique classique, et plus précisément la musique de chambre, le mot désigne une œuvre composée pour huit instruments, le plus souvent à cordes (infra) même si le terme peut aussi, bien sûr, s'appliquer aux vents et à la musique vocale.

Exemples : l'Octuor en fa majeur D. 803 de Franz Schubert, l'Octuor en mi bémol majeur op. 20 de Felix Mendelssohn ou, plus tardif, l'Octuor en ut majeur de Georges Enesco, l'Octuor à cordes "Lettre d'une inconnue" Op. 56 de Airat Ichmouratov.